# Wallfahrtskirche Maria Taferl

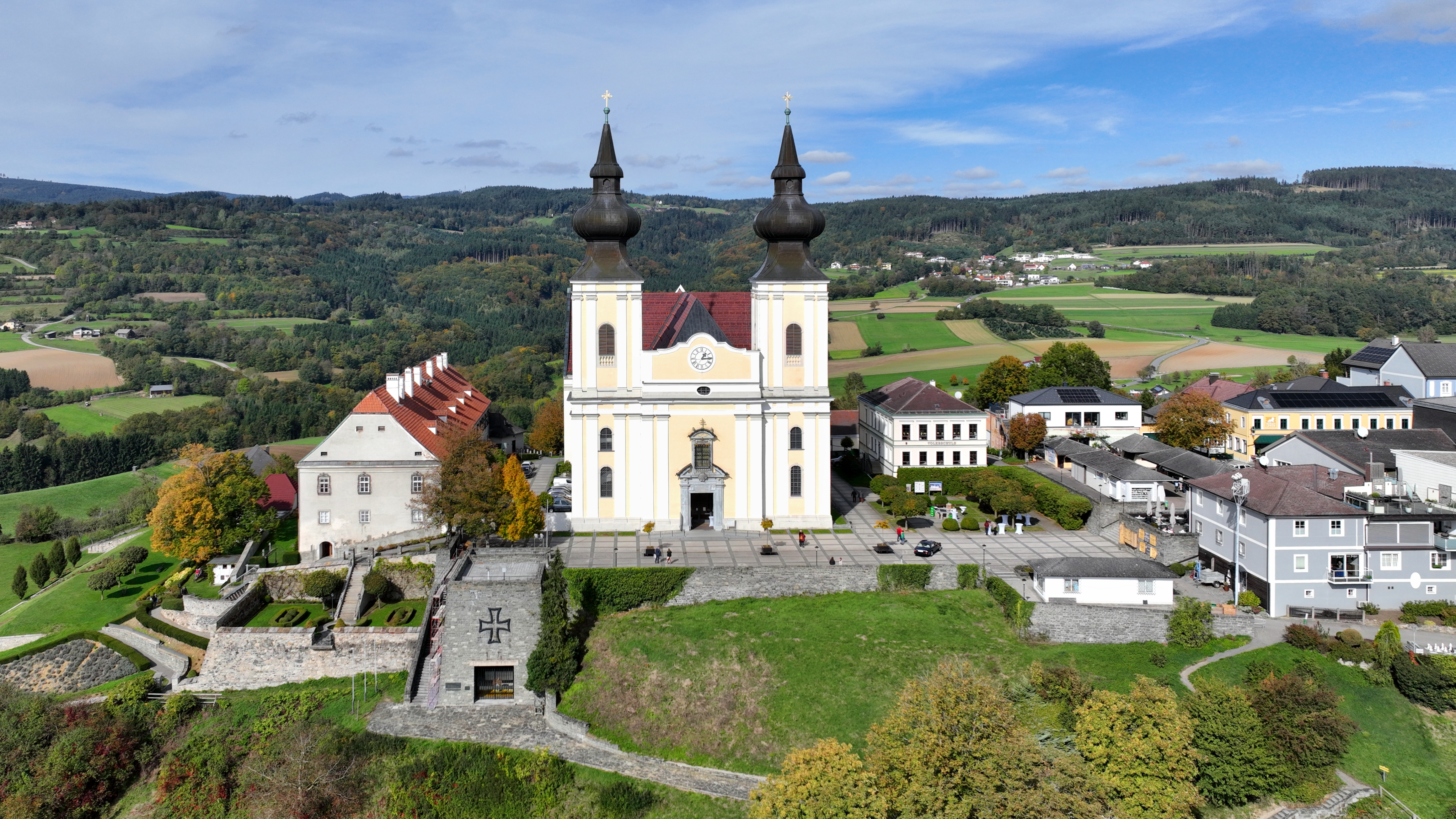
Pfarr- und Wallfahrtskirche Maria Taferl

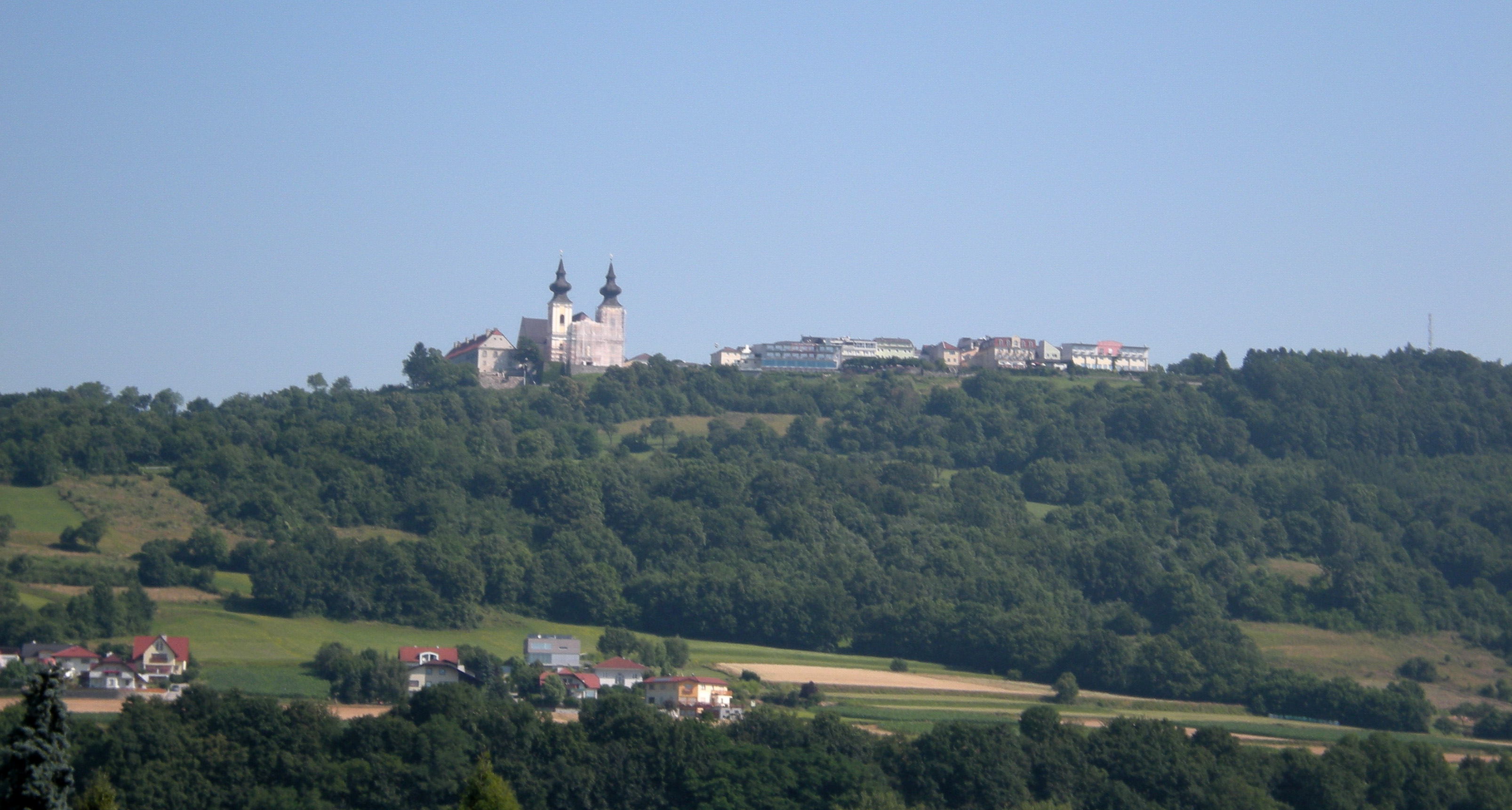
Maria Taferl oben, Marbach an der Donau unten, von Krummnußbaum aus gesehen

Die Pfarrkirche zur Schmerzhaften Muttergottes, die auf einer Anhöhe von 233 m (über der Donau) und 450 m Seehöhe liegt, ist eine römisch-katholische Wallfahrtskirche in der Marktgemeinde Maria Taferl in Niederösterreich und wurde 1947 zur Basilica minor erhoben.

## Geschichte
Die Gegend um Maria Taferl, der Nibelungengau, ist ältestes Siedlungsgebiet. Der uralte Verkehrsweg Donau hatte den wirtschaftlichen Aufstieg des unterhalb von Maria Taferl gelegenen Ortes Marbach begründet, der 1144 erstmals erwähnt wurde. Eine neue Blütezeit erfuhr der Ort mit dem Aufkommen der Wallfahrt nach dem Bau der Kirche ab 1660. Er sollte sich bald zum zweitgrößten Wallfahrtsort (nach Mariazell) auf dem Gebiet des heutigen Österreich entwickeln. Der Zustrom von Pilgern war zeitweise so groß, dass 25 Priester mit der Betreuung der Wallfahrer betraut waren. Zur 100-Jahr-Feier der Grundsteinlegung (1760) war die Kirche das Ziel von 700 Prozessionen, und es wurden an die 19.000 Gottesdienste gefeiert.
Nach der Legende fanden 1633 und 1642 bei einer Kreuzeiche, die sich einem Höhenrücken oberhalb von Marbach an der Donau in Maria Taferl befand, Wunderheilungen statt, woraufhin einer der Geheilten, Alexander Schinagel, dort 1642 eine geschnitzte Pietà einsetzen ließ. Urkundlich wurde 1659 zu Maria Taferl eine Kapelle genannt. Mit dem Bau der Wallfahrtskirche wurde 1660 begonnen, die Weihe war 1724. Während des Josephinismus wurde die Kirche 1784 zur Pfarrkirche erhoben (um so der Schließung zu entgehen), die Wallfahrt wurde aber verboten.
Papst Pius XII. ernannte die Wallfahrtskirche 1947 zur Basilika. Seit 1969 wird sie vom Orden der Oblati Mariae Immaculatae betreut. 1951–1954 wurde die Kirche innen, 1982–1983 außen restauriert. Neuerliche Renovierungen fanden zwischen 2004 und 2018 statt.

## Lage
Die Pfarrkirche steht in weithin sichtbarer Höhenlage auf einer Terrasse über dem Donautal. Der in Maria Taferl mit einigen Stufen etwas tiefer liegende Kirchenvorplatz hat Wallfahrtsstände in der Tradition des 19. Jahrhunderts. Im Westen der Basilika steht das Kuratenhaus.

## Äußerer Kirchenbau

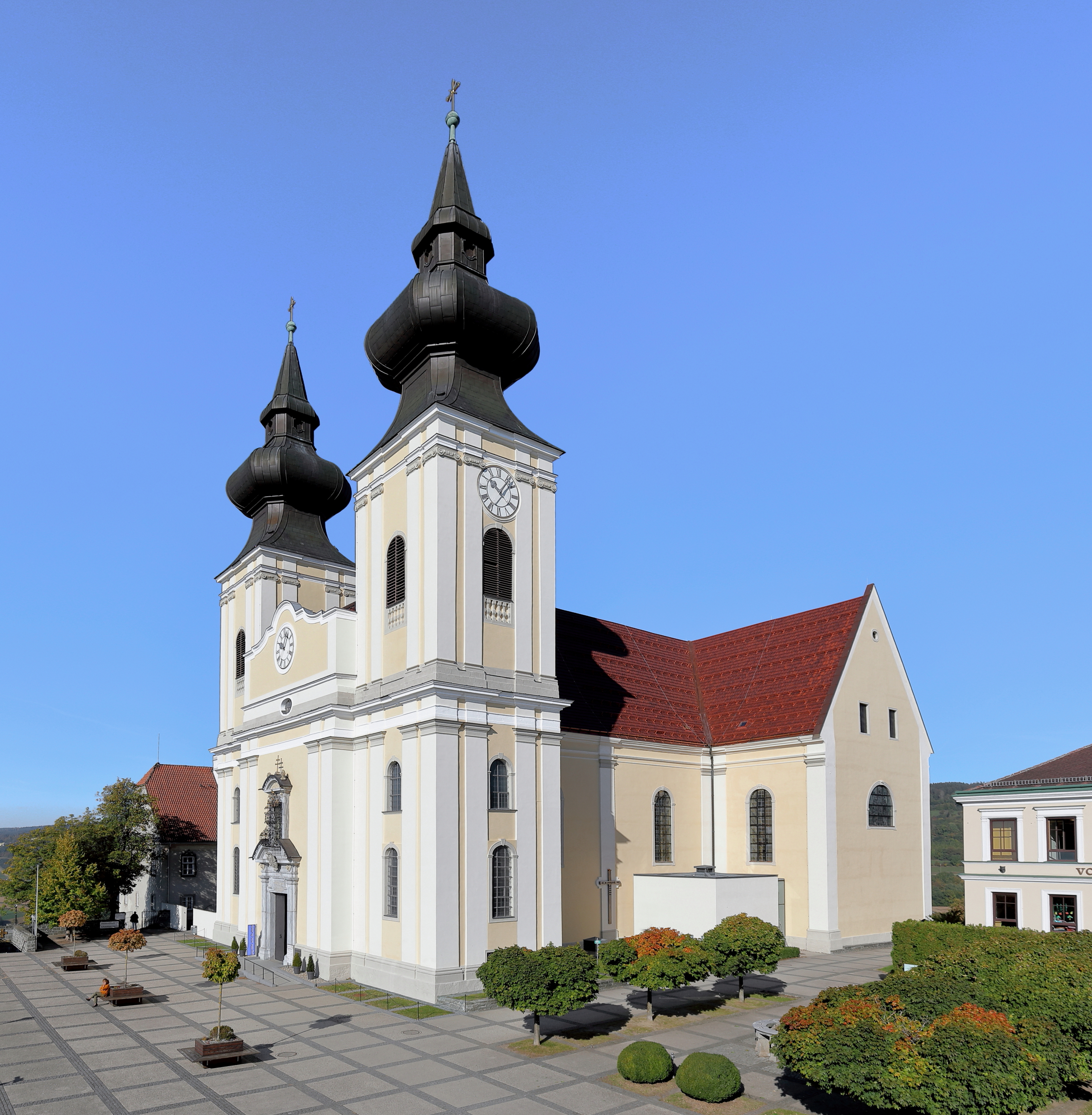
Wallfahrtskirche Maria Taferl mit der Doppelturmfassade

Der frühbarocke Kirchenbau mit kreuzförmigen Grundriss und Doppelturmfassade ist mit dem Blick zum Chor nach Norden ausgerichtet. Der Bau wurde vermutlich nach einem Modell des Baumeisters Georg Silbernagel unter der Bauleitung des niederösterreichischen Hof- und Landschaftsbaumeisters Georg Gerstenbrandt († 1667 oder 1668) begonnen. Zwischen 1671 und 1673 hatte der Italiener Carlo Lurago die Bauleitung inne, der um diese Zeit auch mit der Erneuerung des Passauer Doms beschäftigt war. Mit der Fertigstellung des Baus beauftragte man 1707 Jakob Prandtauer, der bis 1711 die von außen nicht sichtbare, zunächst in Holz ausgeführte Kuppel über der Vierung durch eine aus Stein ersetzte.
Das hohe Langhaus unter gekreuzten Satteldächern hat im Süden die Portalfassade mit Doppelpilastergliederung und über dem Gesimse einen geschweiften Blendgiebel mit einer Uhr. Die Portalfassade wird von zwei leicht zurückspringenden Fassadentürmen flankiert. Das Hauptportal ist mit 1694 und 1947 bezeichnet und hat im gesprengten Giebel ein Rechteckfenster mit Segmentbogenbekrönung, eine reliefierte Steinbalustrade und einen schmiedeeisernen Fensterkorb. An den Längsseiten der Kirche sind hohe Segmentbogenfenster zwischen Pilastern. Die Stirnseiten des Querhauses haben Lunettenfenster. Der östliche Turm wurde 1687 erbaut, der westliche 1697. Durch das umlaufende Gesimse der Kirche werden auch die Türme unterteilt. Die Türme haben eine Doppelpilastergliederung, Segmentbogenfenster mit Keilsteinen und Schallfenster mit reliefierten Balustraden und Zwiebelhelmen. Die zweigeschoßige Sakristei im Norden wurde 1661 erbaut und ist damit der älteste Bauteil der Kirche. Sie ist niedriger als das Langhaus und hat Rechteckfenster mit Steckgitter und Silhouettenpilaster. Im Keller befindet sich eine Krypta.
An der Nordseite der Kirche ist ein sogenanntes Bründl mit einer Marmorfigur von Johann Georg Loy aus 1710. Der sogenannte Taferlstein, welcher auch in der Bezeichnung des Ortes mitgenannt wird, steht an der Ostseite des Kirchenvorplatzes. Der vorchristliche Opferstein ist von einer mit 1736 bezeichneten, runden Steinbalustrade umgeben. Der Opferstein stand bis 1744 vor dem Gnadenaltar im Kircheninneren, dann vor dem Haupteingang der Kirche und seit der Neugestaltung des Kirchenvorplatzes 1959 an dessen Ostseite.

## Innerer Kirchenbau

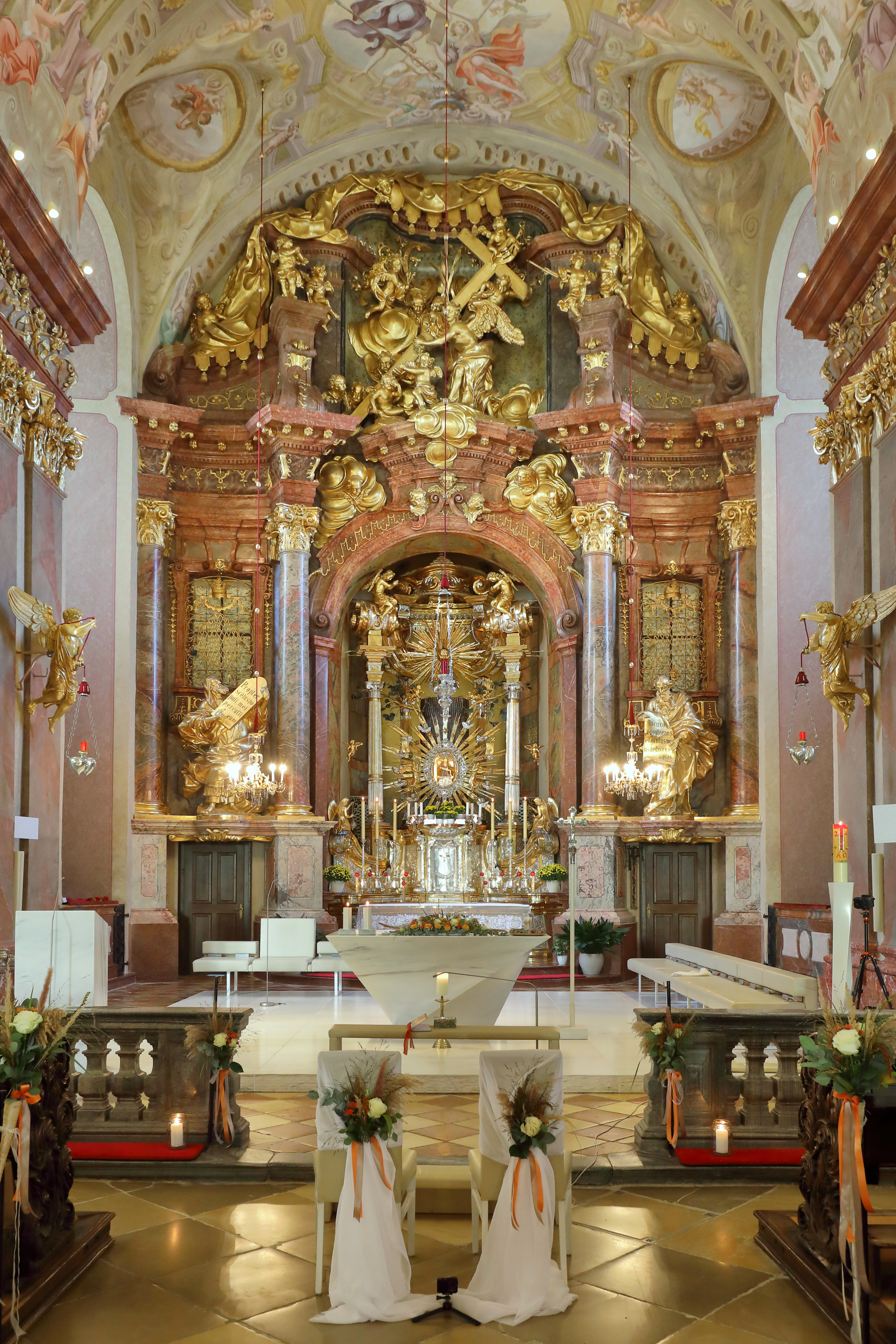
Hochaltar nach einem Entwurf von Joseph Matthias Götz

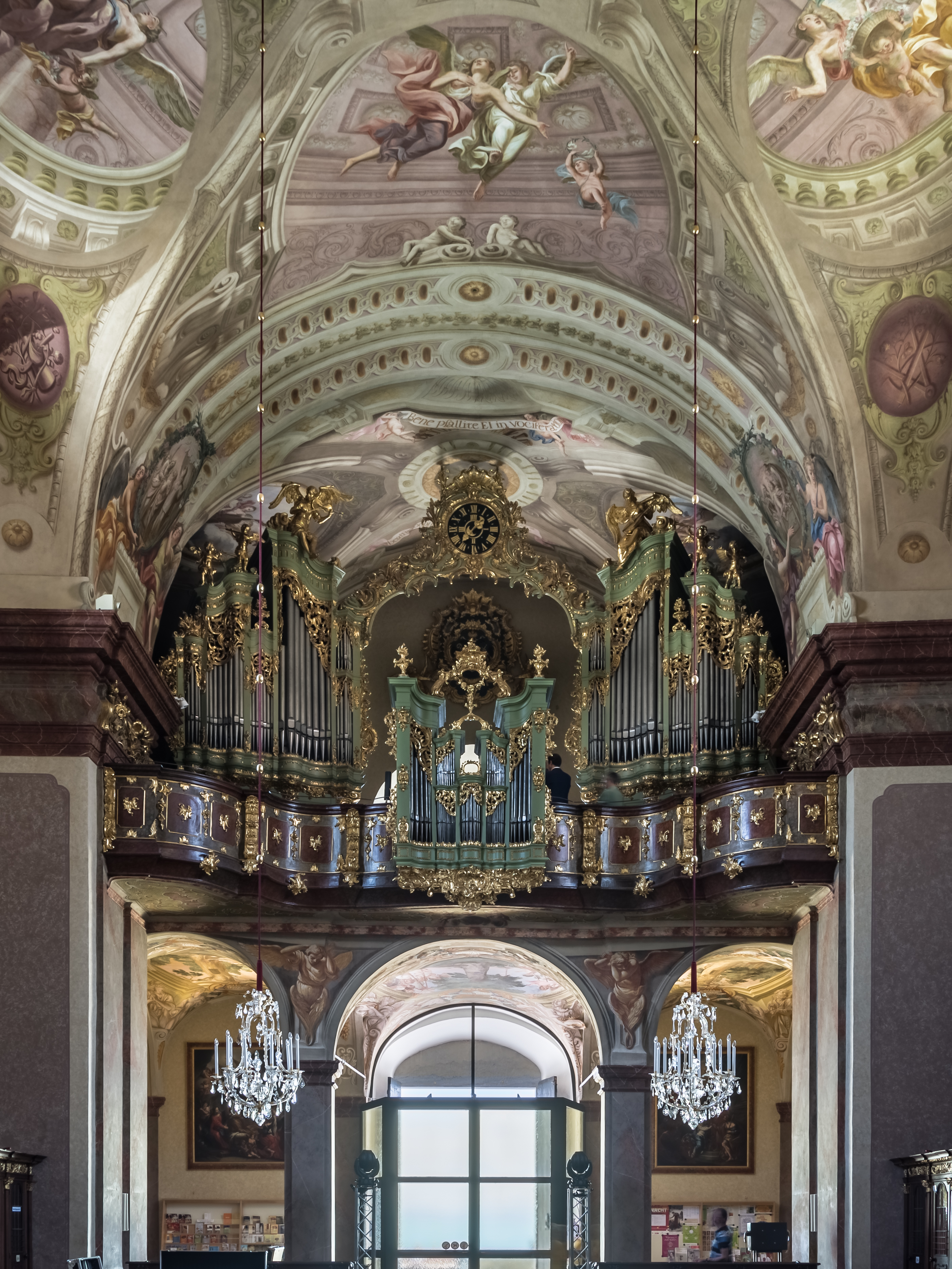
Orgel von Johann Hencke

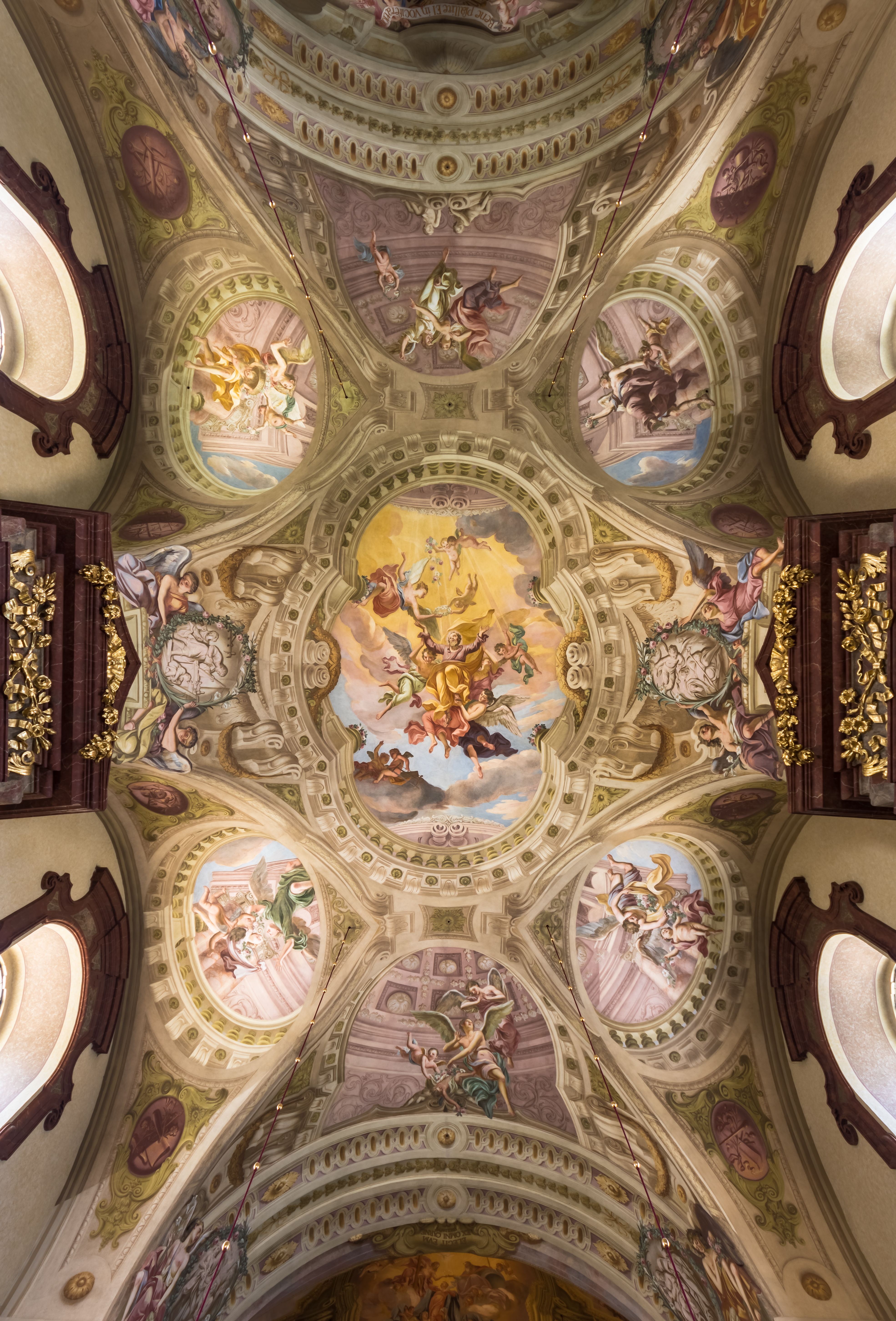
Apotheose des hl. Josef im Langhausgewölbe vom Maler Antonio Beduzzi

Das einschiffige zweieinhalbjochige Langhaus mit kurzen gleich breiten Querarmen unter einem Tonnengewölbe mit Stichkappen auf kräftigen Wandpfeilern hat über einer quadratischen Vierung mit stark abgeschrägten Ecken eine flache Scheinkuppel. Die dreibogige seitlich vorgezogene Orgelempore ist stichkappentonnenunterwölbt. Der zweijochige Chor in der gleichen Breite wie das Langhaus ist durch den Einbau des Hochaltars quasi auf ein Joch eingekürzt. Das Langhaus und der Chor haben durch vorgelegte Doppelpilaster mit vergoldeten Kapitellen eine reiche Gliederung an den Wandpfeilern, dazu ein profiliertes Gesims mit floralem Dekor und plastischem vergoldeten Fries und profilierten verrohrten Fensterrahmungen. Von 1713 bis 1718 wurde in den Gewölben die ursprüngliche Stuckausstattung entfernt und durch die Wandmalerei des Malers Antonio Beduzzi ersetzt, welcher für die große Arbeit als Mitarbeiter die Maler Josef Regiosi, Johann Reichard Hager, Maximilian Kellner und Franzecesco Messinta zugezogen hat, im Chor Sieg des hl. Kreuzes flankiert von Engeln, die das Gewand und das Schweißtuch Christi tragen, in der Kuppel Mariä Himmelfahrt umgeben von Szenen aus dem Marienleben, in den Pendentifs die vier Evangelisten, im linken Querhaus Maria wird von ihrem Sohn in den Himmel aufgenommen, im rechten Querhaus Maria als geliebte Tochter des Vaters, im Langhaus Leben und Apotheose des hl. Josef, in den Stichkappen Durchblicke mit fliegenden Engeln, und unterhalb der Empore drei Szenen aus der Gnadenlegende, Thomas Pachmann verletzt sich beim Fällen der Eiche, Engelprozession bei der Eiche und Alexander Schinagel beim Einsetzen des Vesperbildes.

## Ausstattung
Der Hochaltar aus Stuckmarmor wurde nach der Bauzeit urkundlich 1734 nach einem Entwurf von Johann Michael Prunner mit Josef Matthias Götz errichtet und birgt in einer zentralen Nische eines Dreiviertelkreises den Gnadenaltar. Der Gnadenaltar wurde 1735 von Johann Peter Schwendter aus dem Silber der Schatzkammer gefertigt. Nach einem Brand wurde 1755 das Gnadenbild erneuert. Nach einem Besuch von Kaiser Franz I. mussten 1810 zwangsweise alle entbehrlichen Silberverzierungen des Gnadenaltares abgeliefert werden und wurden 1811 in vereinfachter Form wieder ergänzt. Auf der Altarrückwand sind zwei Marmorwappen, vermutlich von Otto Achaz von Hohenfeld, um 1677. Es gibt zwei Gedenktafeln aus 1786 und 1795 zu Clemens Maria Hofbauer im Chor.
Zwei analoge große Seitenaltäre an den Stirnwänden der Querhäuser schuf von 1779 bis 1781 Jakob Mössl, die Altarblätter malte 1775 Martin Johann Schmidt, links das Altarblatt Kreuzigung und Maria, Johannes und Magdalena, rechts Heilige Familie als Beschützerin des Gnadenortes Maria Taferl. Die Figuren sind vom Bildhauer Johann Georg Dorfmeister. Zwei kleinere Seitenaltäre an den Abschrägungen des Langhauses zeigen links das Altarblatt Almosenspende des hl. Johannes Nepomuk des Malers Johann Georg Schmidt, und rechts Hl. Karl Borromäus vom gleichen Maler mit Mitarbeit des Malers Anton Hertzog.
Die Kanzel aus 1726 entstand nach dem Vorbild der Passauer Domkanzel in Gold gefasst mit reichem Figuren- und Reliefschmuck von Peter Widerin und Matthias Tempe.
Die Orgel mit einem prunkvollen Rokokogehäuse mit Rocaillenbogen und Uhr baute von 1759 bis 1760 Johann Hencke. Das Werk wurde 1910 von Franz Capek erneuert und 1956 und 1981 erweitert.

## Geläut
Den Auftrag zum Guss einer Glocke übernahm vorerst ein Linzer Glockengießer. Allerdings passte diese nicht zum vorhandenen Geläut. Erst 1773 goss der Wiener Glockengießer Franz Josef Scheichel aus der Leopoldstadt die gewünschte Glocke mit einem Gewicht von 1.800 kg. Sie trägt die Inschrift:

„Zu Maria Tafferl Ehr ich bin Aufwärts der Donau geschiffert hin; Franz Josef Scheichel mich gegossen hat Zu Wienn in der Leopoldstadt.“

Bereits ein Jahr später goss Scheichel eine weitere mit einem Gewicht von 3.750 kg, die beide Weltkriege überdauerte. Die aus Kanonenmetall gegossene Glocke trägt die Inschrift:

„Vorhin ein Feldgeschütz

Mit meinen Donnerknallen

Oft forchterlich dem Feind

Auch schadlich bin gefallen.

Nun aber mit mein Klang

Alle Fromme lade ein

Hieher zu allem dem, Was Gott kann gefällig sein.“

Im Jahr 1922 wurden zwei Glocken auf eine größere mit 370 kg umgegossen. Im Jahr 1925 erhielt die Kirche ein Salve-Regina-Geläute. Zu der alten Glocke von 1774, die in der Tonlage H läutete, kamen vier neue mit einem Gewicht von 1600 kg, 770 kg, 450 kg und 300 kg dazu. Sie waren auf D, Fis, A, H gestimmt.
Infolge der Rangerhöhung zu einer Basilika im Jahr 1947 wurde ein neues Geläut vorerst mit einer und 1949 mit drei weiteren von der Glockengießerei Pfundner gegossen.
Im Jahr 2004 und 2005 wurden sämtliche Glocken in den beiden Türmen restauriert.

## Bildergalerie

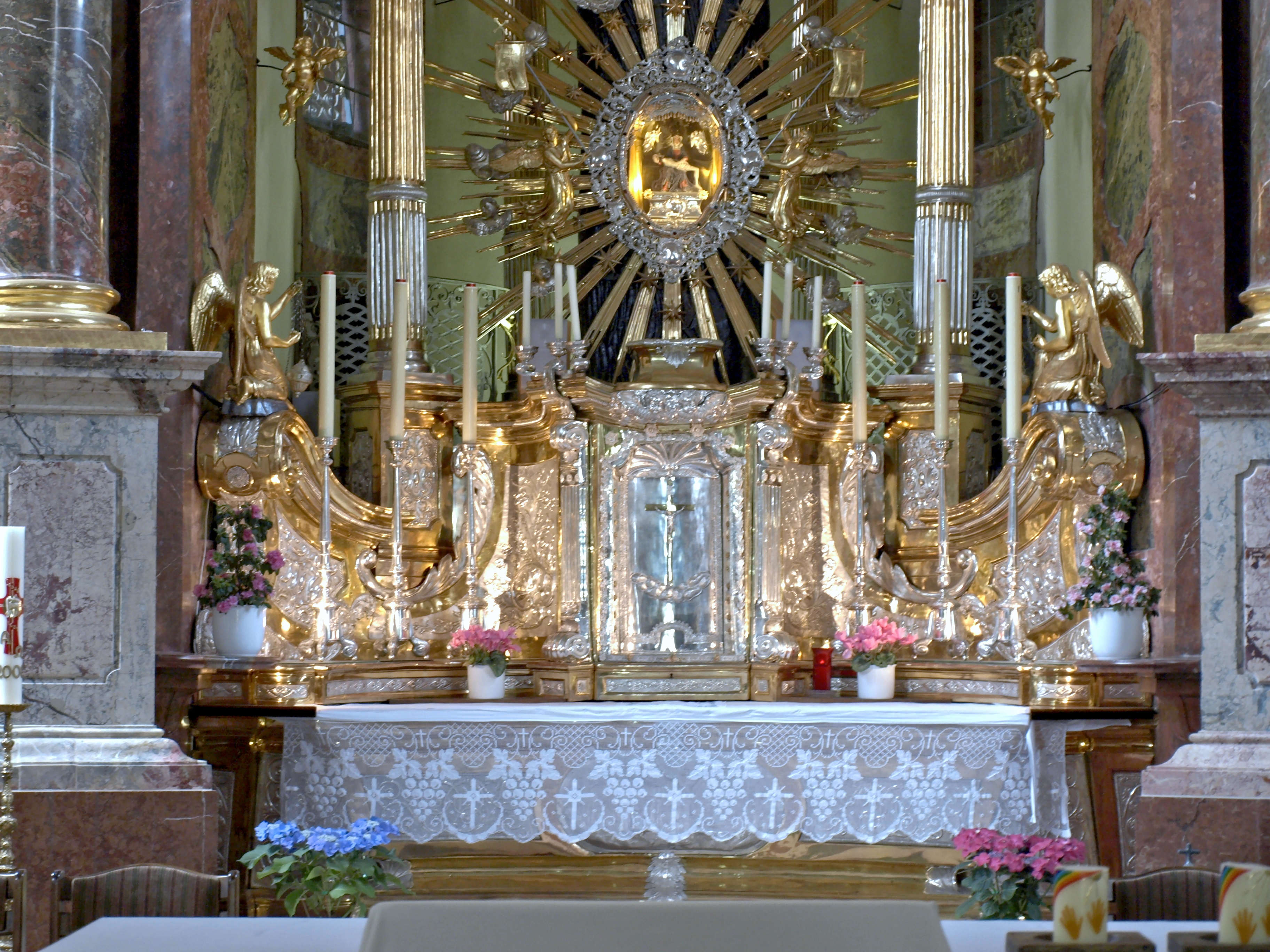
Gnadenaltar mit dem Gnadenbild der geschnitzten Pietá
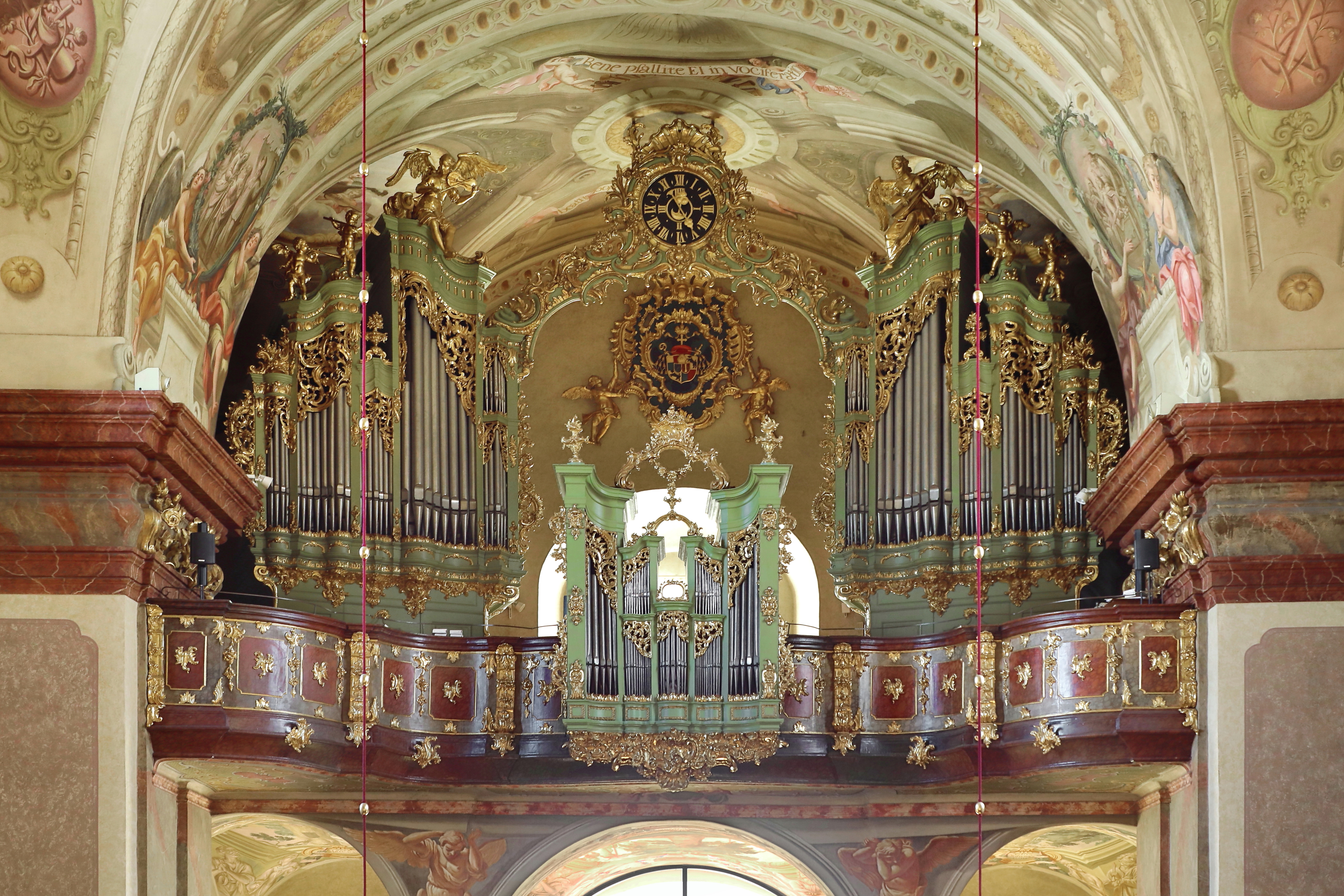
Hencke-Orgel; Ende der 2000er Jahre von Wolfgang Bodem umgebaut
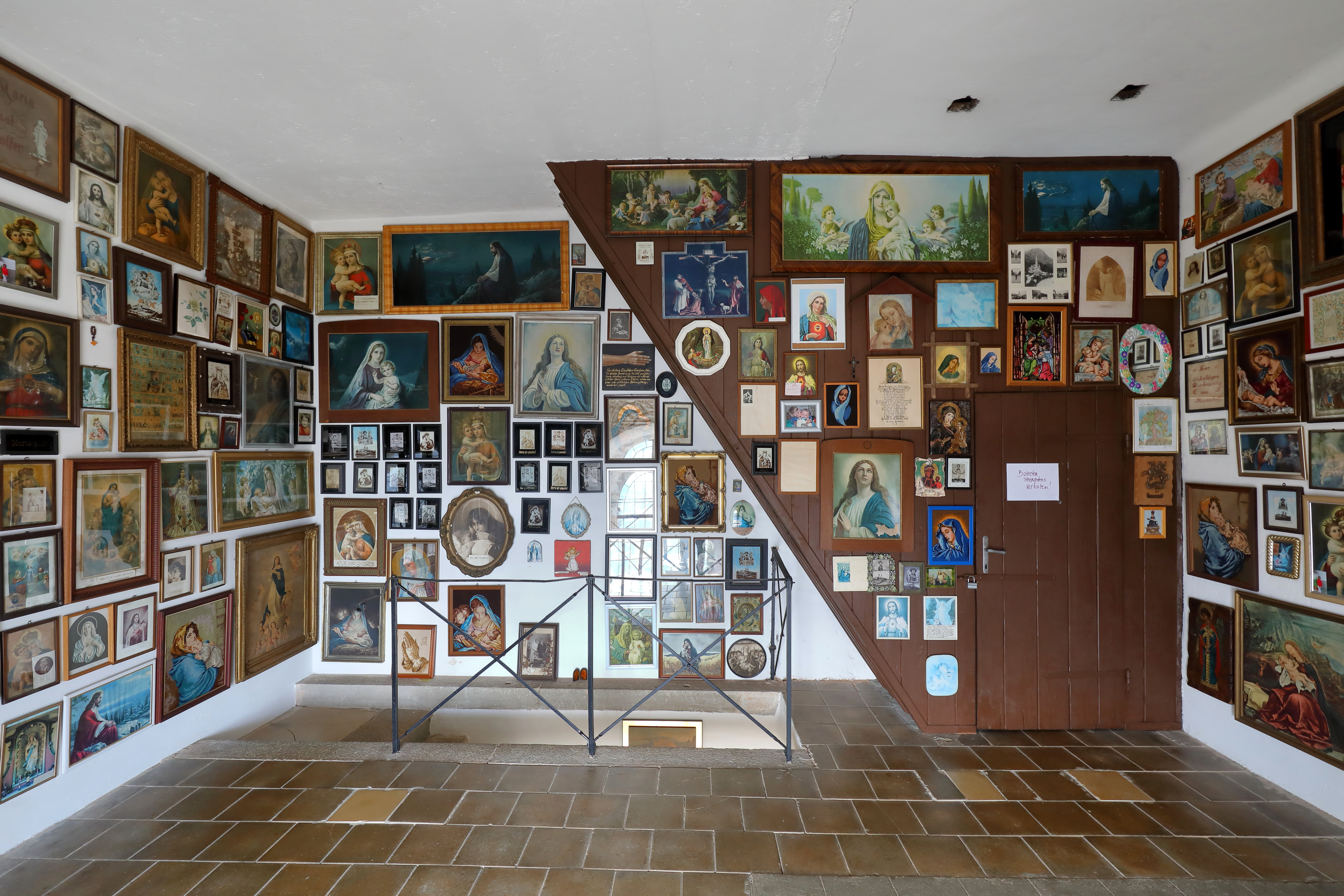
Stiegenhaus mit Heiligenbilder im linken Kirchturm
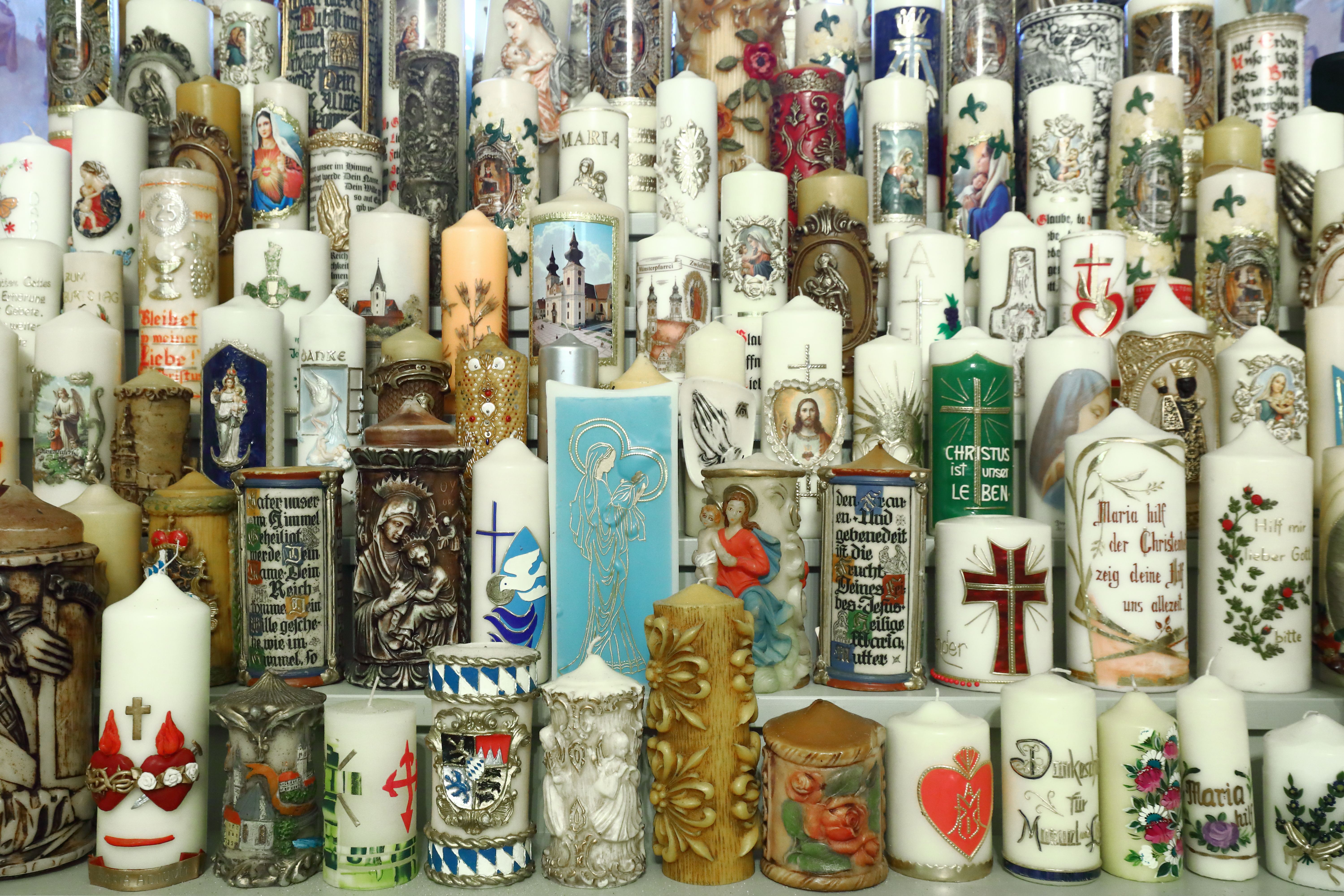
Kerzen mit religiösen Motiven in der „Schatzkammer“ über der Sakristei
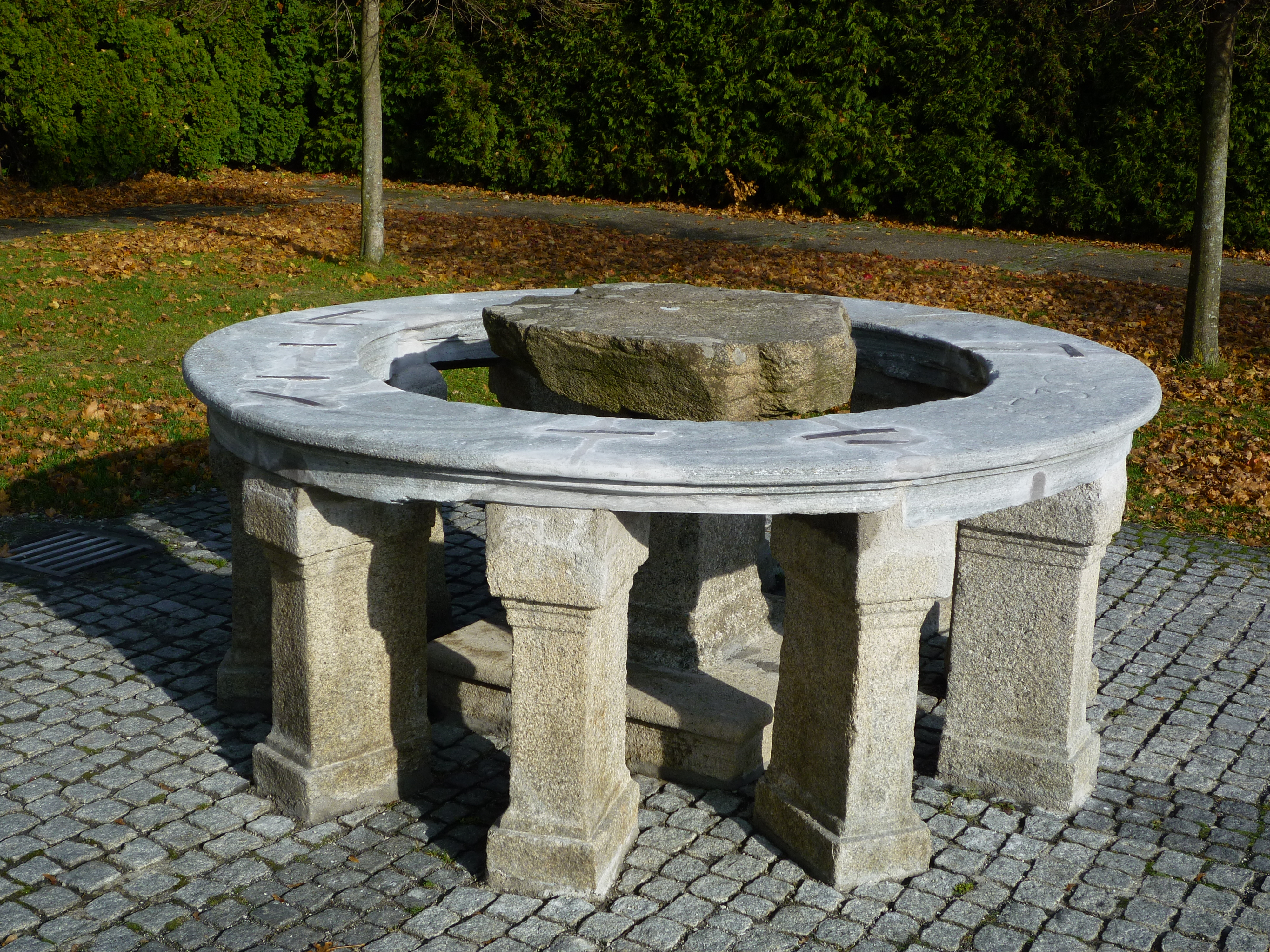
Stein, der oft als vorchristlicher Opferstein bezeichnet wird,  mit runder Steinbalustrade aus 1736